# Coiled-coil

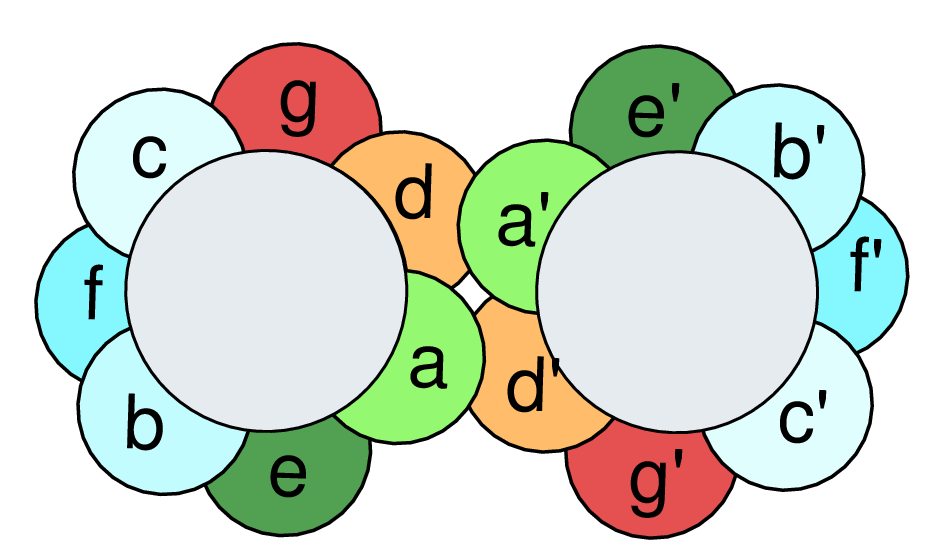
Coiled-coil motief. Helicaal wiel-diagram van een leucineritsmotief, waar d staat voor leucine, omgeven door aminozuren aan twee parallelle alfa helices met de wisselwerking van de aminozuurresiduen a en d' (a' en d).

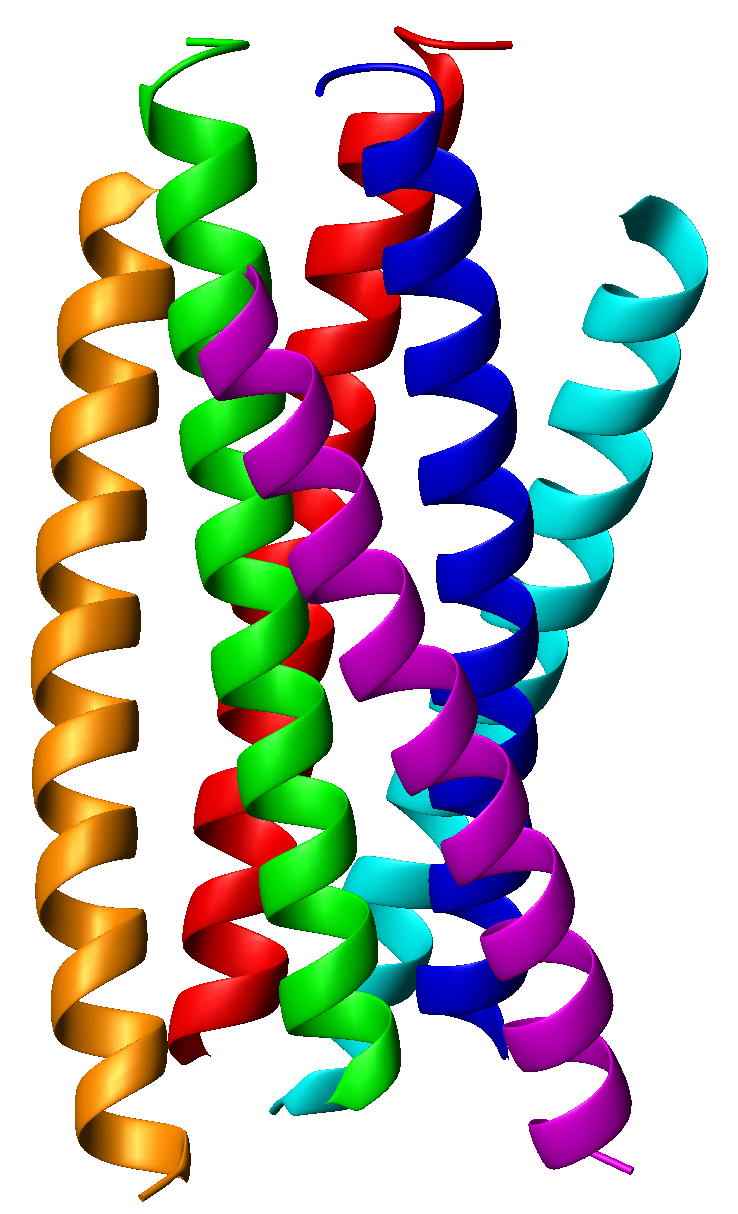
Een parallelle coiled-coil hexameer. Zijaanzicht lintdiagram van een gp41 (glycoprotein 41) DNA-construct, een driemeer omgeven door drie andere helices in de groeven. De zes ketens zijn gekleurd om ze van elkaar te onderscheiden. De helices van de binnenste trimeer zijn rood-groen-blauw, terwijl de buitenste helices de kleuren goud, cyaan en magenta hebben. Dit hexameer initieert de toegang van het Hiv tot de doelcel.

Een coiled-coil (dubbele helix) is een structuurmotief bij proteïnen waarin 2–7 alfa-helices in elkaar zijn gevlochten. Een dubbele helix is een helix, die op zijn beurt is gedraaid tot een helix met een grotere straal.
Een coiled-coil is een stabiel, lineair structuurmotief dat uit ten minste twee afzonderlijke helices bestaat. In de regel zijn dit α-helices. Deze individuele helices zijn om elkaar heen gewikkeld om een meervoudige helix te vormen. Dienovereenkomstig is elk van de gedraaide individuele helices een dubbele helix. De term zelf houdt geen rekening met het feit dat een coiled-coil uit meerdere individuele helices bestaat. (Dimeren en trimeren van eiwitten zijn de meest voorkomende typen.) Veel eiwitten met een of meerdere coiled-coils zijn betrokken bij belangrijke biologische functies, zoals de regulatie van genexpressie — bijvoorbeeld transcriptiefactoren. Bekende voorbeelden zijn de oncoproteïnen c-Fos en c-Jun, evenals het motoreiwit myosine.

## Proteïnen met coiled-coil
- Lamine en andere intermediair filamenten
- Bepaalde myosinen
- Fibrine
- Leucineritsmotief

## Ontdekking
De mogelijkheid van coiled-coil voor α-keratine was aanvankelijk enigszins controversieel. Linus Pauling en Francis Crick kwamen ongeveer tegelijkertijd onafhankelijk van elkaar tot de conclusie dat dit mogelijk was. In de zomer van 1952 bezocht Pauling het laboratorium in Engeland waar Crick werkte. Pauling en Crick ontmoetten elkaar en spraken over verschillende onderwerpen; op een gegeven moment vroeg Crick of Pauling "coiled-coil" had overwogen (Crick kwam met de term), waarop Pauling zei dat hij dat had gedaan. Bij terugkeer in de Verenigde Staten hervatte Pauling het onderzoek van dit onderwerp. Hij concludeerde dat er coiled-coils bestaan en diende in oktober een lang manuscript in bij het tijdschrift Nature. Pauling's zoon Peter Pauling werkte in hetzelfde laboratorium als Crick en vertelde hem van het rapport. Crick geloofde dat Pauling zijn idee had gestolen en diende een paar dagen nadat Pauling's manuscript arriveerde een kortere notitie in bij 'Nature'. Uiteindelijk, na enige controverse en frequente correspondentie, verklaarde het laboratorium van Crick dat het idee onafhankelijk door beide onderzoekers was ontstaan en dat er geen intellectuele diefstal had plaatsgevonden. In zijn notitie (die voor het eerst werd gepubliceerd vanwege de kortere lengte) stelde Crick de coiled-coil voor, evenals wiskundige methoden om hun structuur te bepalen. Opmerkelijk genoeg was dit kort nadat de structuur van de alfa-helix in 1951 werd voorgesteld door Linus Pauling en collega's.. Deze onderzoeken zijn gepubliceerd bij gebrek aan kennis over een keratinesequentie. De eerste keratinesequenties werden in 1982 bepaald door Hanukoglu en Fuchs
Op basis van sequentie- en secundaire structuurvoorspellingsanalyses zijn de coiled-coil domeinen van keratine geïdentificeerd. Deze modellen zijn bevestigd door structuuranalyses van coiled-coil domeinen van keratine.

## Moleculaire structuur

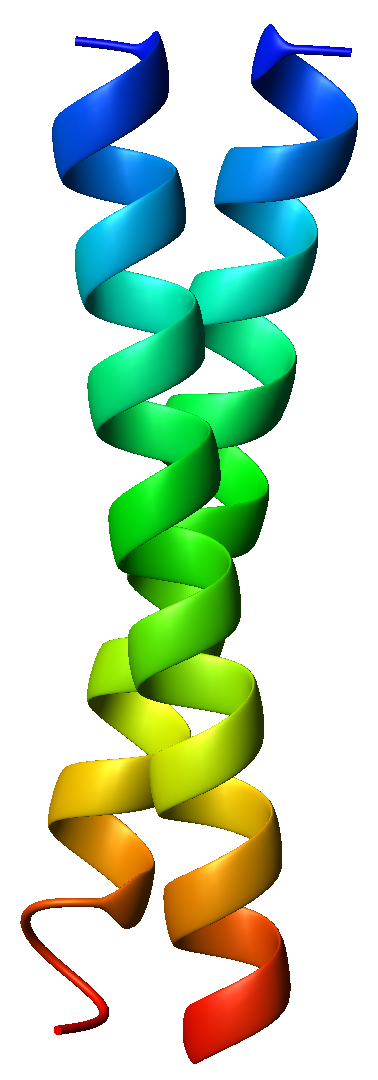
Het klassieke voorbeeld van een coiled-coil is het GCN4 leucineritsmotief, een parallel, linksdraaiend homodimeer.

Coiled-coils bevatten gewoonlijk een herhaald patroon, hxxhcxc, van hydrofobe (H), geladen (C) en polaire (P) aminozuurresiduen, ook wel een heptad repeat genoemd.
De posities in de heptad-repeat worden gewoonlijk aangeduid met abcdefg, waarbij a en d de hydrofobe posities zijn, vaak bezet door isoleucine, leucine, of valine. Wanneer deze sequentie in een α-helix wordt gewikkeld, worden deze hydrofobe residuen uitgelijnd in een band die zelf een linksdraaiende helix rond de α-helix vormt. Dit resulteert in een amfifiele structuur die, in het cytoplasma van een cel, de neiging heeft zodanig te dimeriseren dat twee α-helices zich om elkaar heen wikkelen, waardoor hun respectieve hydrofobe residuen met elkaar in contact komen. De pakking in een coiled-coilinterface is uitzonderlijk strak, met bijna volledig vanderWaalskracht contact tussen de zijketens van de a en d  residuen. Deze krappe pakking werd oorspronkelijk voorspeld door Francis Crick in 1952 en wordt de Knobs into holes packing genoemd.
De alfa-helices kunnen parallel of antiparallel zijn en hebben gewoonlijk een linkshandige superspoel. Hoewel dit niet de voorkeur heeft, zijn er ook enkele rechtshandige coiled-coils waargenomen in de natuur en in ontworpen kunstmatige eiwitten.

## Biologische functies

### Betekenis bij HIV-infectie

De Hiv-replicatiecyclus

Mechanisme van het binnendringen van het virus in de cel: 1. Initiële interactie tussen gp120 en CD4. 2. Conformationele verandering van gp120 maakt secondaire interactie met CXCR4 mogelijk. 3. De distale punten van gp41 zijn ingebracht in het celmembraan. 4. gp41 ondergaat een significante conformationele verandering; vouwing in de helft en een coiled-coil wordt gevormd. Dit proces drukt het virusmembraan en celmembraan tegen elkaar, waarna ze samensmelten.

Het binnendringen van het virus in de T-helpercellen (CD4) begint wanneer drie subeenheden van een glycoproteïne 120 (gp120) zich binden aan de CD4-receptor en een CXCR4 co-receptor. Glycoproteïne gp120 is nauw verbonden met een trimeer van gp41 via vanderwaalskrachten-interacties. Binding van gp120 aan de CD4-receptor en co-receptor leidt een aantal conformationele veranderingen in de structuur tot de dissociatie van gp120 en tot het contact met het glycoproteïne gp41 en tegelijkertijd tot de verankering van de gp41 N-terminale fusiepeptide-sequentie in de gastheercel. Een veermechanisme (als bij een muizenval) is verantwoordelijk voor het zo dicht bij elkaar brengen van de virus- en celmembranen dat ze kunnen samensmelten. De oorsprong van het veermechanisme ligt in het contact met gp41, dat twee opeenvolgende heptad repeats (HR1 en HR2) bevat, volgend op het fusiepeptide aan de N-terminus van het eiwit. HR1 vormt een parallelle, trimere coiled-coil waarop het HR2-gebied zich spiraliseert, waardoor de trimeerhaarspeldenstructuur (of zes-helixbundel) wordt gevormd. Hierdoor wordt membraanfusie vergemakkelijkt door de membranen dicht bij elkaar te brengen. Het virus komt vervolgens de cel binnen en begint na het afstoten van de enveloppen met zijn replicatie. Onlangs zijn remmers ontwikkeld die zijn afgeleid van HR2, zoals enfuvirtide (Fuzeon) (DP178, T-20), binden zich aan het HR1-gebied op gp41. Peptiden afgeleid van HR1 hebben echter weinig virale remmingseffectiviteit vanwege de neiging van deze peptiden om in oplossing te aggregeren. Er zijn viruschimeren van deze HR1-afgeleide peptiden met GCN4-leucineritsmotieven ontwikkeld, die actiever zijn dan Fuzeon.

### Als oligomerisatiemarkeringen
Vanwege hun specifieke interactie kunnen coiled-coils worden gebruikt als "markering" om een specifieke oligomerisatietoestand te stabiliseren of af te dwingen. Er is waargenomen dat een coiled-coil interactie de oligomerisatie van de BBS2 en BBS7 subeenheden van de BBSome aanstuurt.  

## Structuur
Het algemene probleem van het bepalen van de gevouwen structuur van een eiwit op basis van de aminozuursequentie (de zogenaamde voorspelling van de proteïne structuur) is slechts gedeeltelijk opgelost. De coiled-coil is echter een van een relatief klein aantal vouwmotieven waarvoor de relaties tussen de sequentie en de uiteindelijke gevouwen structuur relatief goed worden begrepen.  Harbury et al. voerden een baanbrekend onderzoek uit met behulp van een archetypische coiled-coil, GCN4, waarin de regels, die bepalen hoe de peptidesequentie de oligomere toestand beïnvloedt (dat wil zeggen, het aantal alpha-helices in het eindproduct) werden vastgesteld.
De GCN4-coiled-coil is een parallelle, dimere (dat wil zeggen bestaande uit twee alfa-helices) coiled-coil met 31 aminozuren (wat overeenkomt met iets meer dan vier  heptad repeats) en heeft een herhaald isoleucine (I)) en leucine (L) bij de a en d respectievelijk en vormt een dimere coiled-coil. Toen de aminozuren op de posities a en d werden veranderd van I op a en L op d naar I op a en I op d werd een trimere (drie alfa-helices) coiled-coil gevormd. Bovendien resulteerde het veranderen van de posities van L naar a en I naar d in de vorming van een tetramere (vier alfa-helices) coiled-coil. Deze vertegenwoordigen een reeks regels voor de bepaling van oligomere toestanden van coiled-coils en stellen wetenschappers in staat het oligomerisatiegedrag effectief vast te stellen. Een ander aspect van de assemblage van coiled-coils dat relatief goed wordt begrepen, althans in het geval van dimere spiraalspoelen, is dat het plaatsen van een polair residu (in het bijzonder asparagine, N) op tegengestelde a-posities een parallelle assemblage forceert van de coiled-coil. Dit effect is te wijten aan een zelf-complementaire waterstofbindinging tussen deze residuen, die niet zou plaats vinden als een N gepaard zou gaan met bijvoorbeeld een L op de tegenovergestelde helix.
In 2014 is het gelukt om met een peptidesequentie in aanwezigheid van een driewaardig lanthanide-ion een driestrengige metallisch-coiled-coil te vormen.